# Московско-Брестская железная дорога

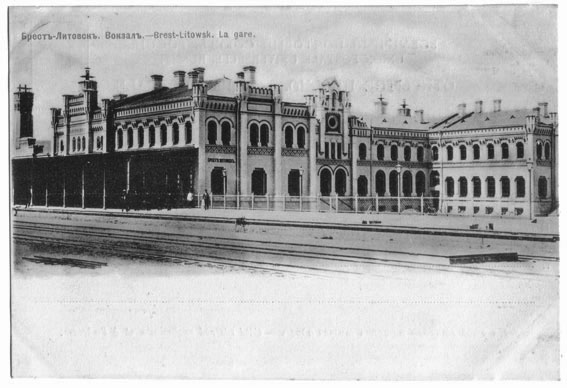
Вокзал в Бресте

Московско-Брестская железная дорога — историческая железная дорога в Российской империи. Сооружена частной компанией в 1869—1871 годах. Основная линия Москва — Брест длиной 1100 км, проходившая по Московской, Смоленской, Могилевской, Минской и Гродненской губерниям.

## История

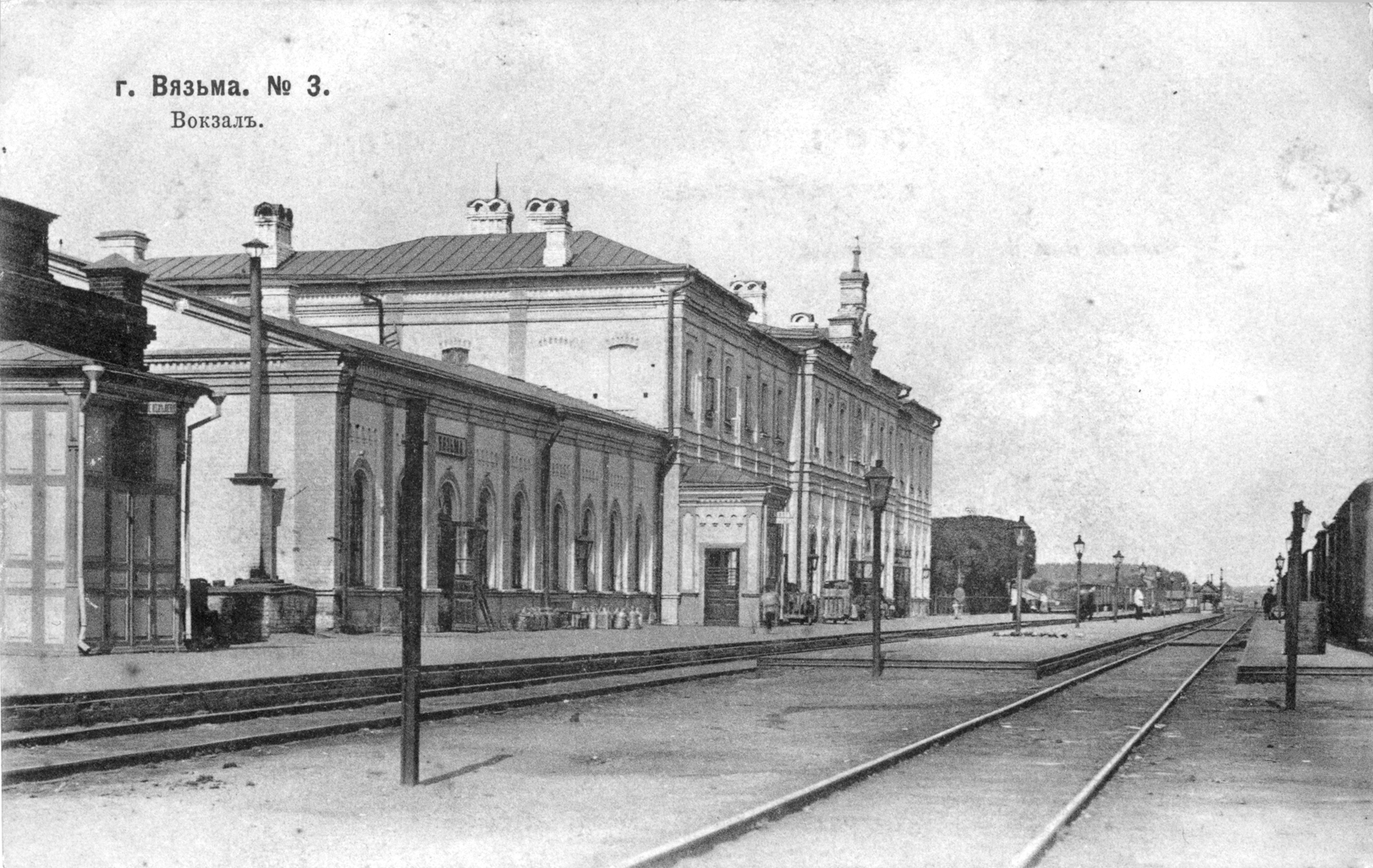
Вокзал ст. Вязьма

Линию открывали двумя частями: Московско-Смоленской в 1870 году и Смоленско-Брестской в 1871 году.
В феврале 1866 года Земское собрание Смоленской губернии постановило ходатайствовать, чтобы соединение рельсовым путем Москвы с Варшавой было сделано через Смоленск. В октябре того же года, через смоленского губернатора, ходатайство передано министру внутренних дел.
В марте 1867 года, Земства Московской и Смоленской губерний, вместе с Московским дворянством и Московской Городской Думой, ходатайствовали чтобы концессия была выдана Земствам обеих губерний, но ходатайство было отклонено и Комитетом железных дорог, в июне 1867 года, было решено концессию на линию выдать только тогда, когда представится возможность сооружения всей линии от Москвы до Бреста.
В связи с неурожаем в 1867 году, Правительством было признано необходимым для обеспечения работой населения Смоленской губернии начать работы по сооружению дороги, не дожидаясь утверждения концессии. Необходимые средства для производства работ были выделены Правительством в распоряжение Земства.
Между тем, для выдачи концессии были приглашены соискатели, желавшие взяться за сооружение линии, и из их числа, концессия была выдана 15 декабря 1868 года предложившим наименьшую цену: Александру Шепелеру (Рижский торговый дом А. Шепелер и К°) и «Банкирскому дому братьев Зульцбах» во Франкфурте-на-Майне.
На основании этой концессии учреждавшееся новое железнодорожное общество обязывалось возвратить правительству отпущенные им Смоленскому Земству суммы, принять от Земства выполненные работы и окончить строительство дороги в течение трёх лет. Длина дороги составляла 390 верст, не считая соединительной ветки к Московскому вокзалу Николаевской железной дороги длиной в 6 верст. Ширина земляного полотна — на два пути, укладка рельсов — в один путь, с необходимыми разъездами. Подвижной состав: 65 паровозов, 130 пассажирских и багажных вагонов и 975 товарных вагонов и платформ; третья часть необходимых для строительства рельсов, паровозов и товарных вагонов приобреталась за счет казны.
Между тем в 1866 году, по ходатайству наместника в Царстве Польском графа Берга о проведении железной дороги между Варшавой и Смоленском, были произведены исследования местности, по которой должна была проложена дорога. По результатам проведённых изысканий в феврале 1867 году графом Бергом была подана записка, в которой он ходатайствовал об утверждении главной линии от Смоленска до Бреста, и ветки от местечка Сельца до Пинска, а также о вступлении в переговоры с инвесторами на строительство этой дороги. По мнению графа Берга, главная линия должна была пройти от Бреста на Кобрин, Сельце, Слоним, Минск, Могилев, Горки, обойти Смоленск с юга и в трёх верстах от него соединиться с Орловско-Витебской железной дорогой. Длина её предполагалась 656 верст, а ветки до Пинска — 102 версты.
Министр путей сообщения Павел Мельников 19 мая 1867 года в представлении в Комитет железных дорог указал, что направление железнодорожной линии через Бобруйск и Пинск имеет преимущество перед предложенным по проекту графа Берга направлением через Минск, но и оно, в свою очередь, не без недостатков: такая линия, проходя по очень болотистой местности, могла быть предпочтительней только в том случае, если бы по результатам обследования маршрута оказалось, что строительство линии не повлечет за собой чрезмерных затрат. На тот момент проведённые исследования были недостаточны для разрешения этого спора. Начало строительства ещё сдерживалось тем обстоятельством, что Московско-Брестская дорога не вошла в состав утверждённой 23 апреля 1866 года сети первостепенных дорог, до окончания строительства которых решено было приостановить выдачу новых концессий с правительственными гарантиями. Комитет железных дорог согласился с доводами министра и заключил 26 мая 1867 года (утверждено 7 июня): предоставить министру сделать распоряжение о производстве изысканий по Бобруйскому направлению.
В начале 1868 года граф Берг вновь поднял вопрос о направлении Смоленско-Брестской железной дороги. В новой записке, поданной 15 февраля 1868 года, он доказывал, что Бобруйск не имеет важного стратегического значения, ни как пункт переправы через Березину, ни как укреплённый пункт на операционной линии, представляемой Московско-Варшавским шоссе, ни как укреплённый складской пункт для военных и продовольственных запасов. В топографическом плане Бобруйское направление крайне неудачно. В экономическом — выбор также был бы ошибочен, так как маршрут проходил бы по безлюдным местам, оставляя в стороне Слоним, Свержень с пристанью на Немане, Минск с более населенными Новогрудским и Минским уездами. Сообщение Польши с Москвой исстари шло через Минск и Борисов на Смоленск, в том же направлении идут главные почтовые и торговые пути.
В то же время начальник Главного штаба граф Гейден представил в Комитет железных дорог свою записку, в которой доказывались преимущества Бобруйского направления. Доводы его основывались, главным образом, на военном значении Бобруйской крепости, которая может быть удобным пунктом для укреплённого лагеря и для склада продовольственных и военных запасов, а также на важном коммерческом значении Пинска.
1 марта 1867 году прошло новое обсуждение в Комитете железных дорог о направлении Смоленско-Брестской железной дороги с участием графа Берга и военного министра Дмитрия Милютина. Мнения Комитета разделились: большинство (8 членов) отдавало предпочтение Бобруйскому направлению, меньшинство (5 членов) отрицало стратегическое значение линии, проходящей через Бобруйск и Пинск, и настаивало на торговых преимуществах дороги через Минск. На журнал Комитета, 11 марта 1868 года, была поставлена резолюция Александра II: «Исполнить по мнению меньшинства».
4 апреля 1868 года в особой комиссии (состоявшей из графа Берга, графа Строганова, генерал-адъютанта Чевкина и министров: финансов, военного и путей сообщения) рассматривался проект графа Берга о соединении, в 1868—1869 годах, железной дорогой Пинска с Брестом через Кобрин. При этом министр финансов объяснил, что в 1869 году предстоит приобретение на европейских денежных рынках до 80 миллионов рублей на работы по завершению ранее начатых казённых и частных железных дорог сети первостепенных линий. Ввиду такого заявления комиссия признала невозможной реализацию данного проекта, и 8 апреля это решение было утверждено.
27 декабря 1868 года была утверждена новая сеть железных дорог, в которую вошла линия от Могилева до Бреста. Между тем по вновь проведённым изысканиям оказалось, что более выгодно вести железную дорогу от Смоленска к Бресту не через Могилев, а через Оршу, Борисов и Минск.
В феврале 1870 года в министерство путей сообщения поступило несколько предложений относительно строительства Смоленско-Брестской дороги. Исходя из интересов дальнейшей эксплуатации при объединения двух дорог, министр признал возможным без конкурса предоставить строительство Смоленско-Брестской линии — Обществу Московско-Смоленской железной дороги, о чём им было сделано представление в Комитет Министров, от 16 февраля 1870 года (№ 194).
На основании составленного министром путей сообщения, по соглашению с министром финансов, проекта концессии, Общество Московско-Брестской железной дороги обязывалось построить за три года железную дорогу от Смоленска через Оршу, Борисов, Минск и Кобрин до Бреста, снабдив её подвижным составом со всей эксплуатационной инфраструктурой. Длина дороги ориентировочно составляла 620 верст, но не более 630 верст. Стоимость оценивалось в 26 040 000 рублей. Срок владения обществом дороги — 81 год. Земляное полотно должно было быть устроено в один путь, шириной в 2,75 сажень. Подвижной состав: 73 паровоза, 68 пассажирских и багажных вагона и 800 товарных вагонов и платформ.
17 и 24 февраля 1870 года вопрос о выдаче концессии рассматривался кабинетом министров. Комитет не нашел препятствий к замене утверждённой Могилёвско-Брестской линии на Смоленско-Брестскую и, соглашаясь с доводами министров путей сообщения и финансов о целесообразности объединения Московско-Смоленской и Смоленско-Брестской дорог, признал возможным поручить строительство Смоленско-Брестской линии Обществу Московско-Смоленской дороги, без конкурсных торгов. 4 марта 1870 года это решение было утверждено.

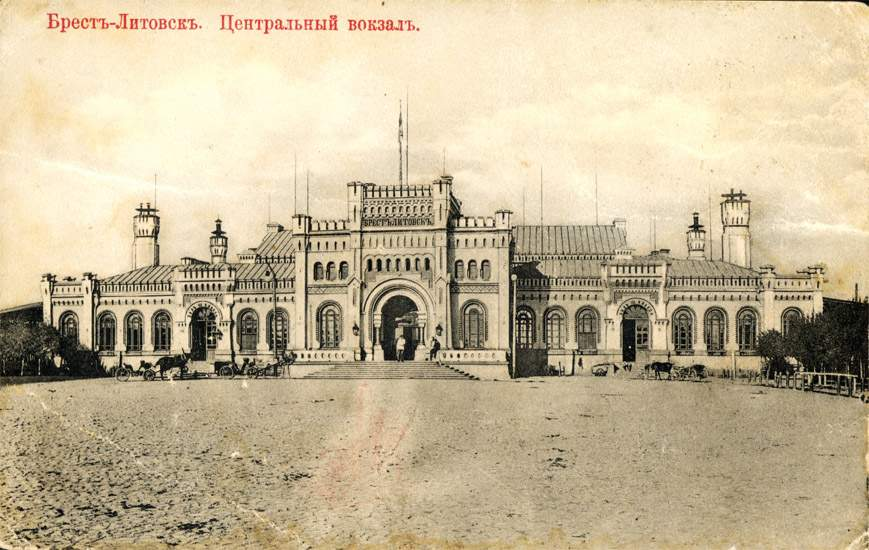
Вокзал ст. Брест

Строительство началось весной 1869 года с постройки Смоленского вокзала у Тверской заставы. Дорога строилась одновременно от Смоленска и от Москвы. 9 августа 1870 года первые рабочие поезда прошли от Смоленска до Гжатска, на московском участке путь был готов до станции Бородино. 23 августа 1870 года было торжественно начато строительство Минской железнодорожной станции. 19 сентября 1870 года произошло торжественное открытие дороги от Москвы до Смоленска. 20 сентября 1870 года было открыто пассажирское и товарное движение. В 1870—1871 годах была построена линия от Смоленска до Бреста, а 16 ноября 1871 года по ней открыто движение поездов. На дороге построено 698 искусственных сооружений, в том числе 135 металлических мостов. Максимальный продольный уклон пути на железной дороге был 8 ‰, наименьший радиус кривых в поворотах — 430 м .

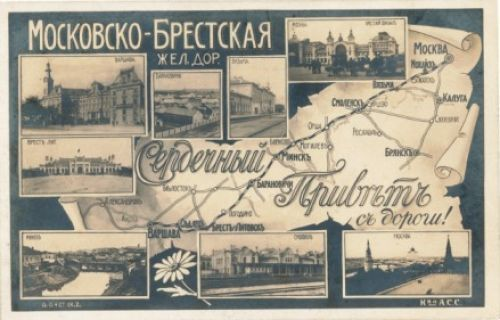
Открытка. Сердечный Привѣтъ съ дороги!

В 1877—1879 годах были проложены вторые пути от Москвы до Кубинки и от Смоленска до Бреста. В 1891—1892 годах вторые пути построены от Кубинки до Смоленска. 1 июля 1896 года Московско-Брестская железная дорога была выкуплена казной. 4 мая 1912 года переименована в Александровскую железную дорогу (в честь императора Александра I, в связи со 100-летием Отечественной войны 1812 года).
В 1913 году в районе Камер-Коллежского вала произошёл крупный пожар, сопровождавшийся несколькими сильными взрывами. Сгорел газовый завод Александровской железной дороги. В тушении пожара принимали участие 4 пожарных команды и 6 паровозов.
В мае 1918 года дорога передана в введение НКПС.
В 1922 году были расформированы Управления Александровской и Московско-Балтийской железных дорог и создана Московско-Белорусско-Балтийская железная дорога.